# Two and a Half Men/Staffel 11
Die elfte Staffel der US-amerikanischen Sitcom Two and a Half Men feierte ihre Premiere am 26. September 2013 auf dem Sender CBS. Die deutschsprachige Erstausstrahlung sendete der deutsche Free-TV-Sender ProSieben vom 7. Januar bis zum 28. Oktober 2014.
Im Gegensatz zu Ashton Kutcher und Jon Cryer wurde der Vertrag mit Angus T. Jones für die elfte Staffel nicht verlängert. Als Ersatz wurde eine neue weibliche Figur eingeführt, die bis dahin unbekannte lesbische Tochter von Charlie Harper, Jenny, die von Amber Tamblyn gespielt wurde.

## Darsteller
| Figur                                | Darsteller                | Deutscher Sprecher       |
| ------------------------------------ | ------------------------- | ------------------------ |
| Walden Schmidt                       | Ashton Kutcher            | Marcel Collé             |
| Dr. Alan Jerome Harper Jeff Starkman | Jon Cryer                 | Viktor Neumann           |
| Jenny Harper                         | Amber Tamblyn             | Julia Kaufmann           |
| Evelyn Harper                        | Holland Taylor            | Kerstin Sanders-Dornseif |
| Berta                                | Conchata Ferrell          | Regina Lemnitz           |
| Judith Melnick (vormals Harper)      | Marin Hinkle              | Christin Marquitan       |
| Nebendarsteller                      |                           |                          |
| Lyndsey McElroy                      | Courtney Thorne-Smith     | Claudia Kleiber          |
| Larry Martin                         | D. B. Sweeney             | Nicolas König            |
| Brooke                               | Aly Michalka              | Katharina Schwarzmaier   |
| Marty Pepper                         | Carl Reiner               | Friedrich G. Beckhaus    |
| Rose                                 | Melanie Lynskey           | Cathlen Gawlich          |
| Nicole                               | Odette Annable            | Rubina Nath              |
| Barry Foster                         | Clark Duke                | Fabian Hollwitz          |
| Gretchen Martin                      | Kimberly Williams-Paisley | Ulrike Stürzbecher       |
| Kate                                 | Brooke D’Orsay            | Maria Koschny            |
| Vivian                               | Mila Kunis                | Anja Stadlober           |

## Episoden
| Nr. (ges.) | Nr. (St.) | Deutscher Titel                     | Originaltitel                            | Erstausstrahlung USA | Deutschsprachige Erstausstrahlung (D) | Regie         | Drehbuch |
| --- | --------- | ----------------------------------- | ---------------------------------------- | -------------------- | ------------------------------------- | ------------- | --- |
| 225 | 1         | Charlies Tochter                    | Nangnangnangnang                         | 26. Sep. 2013        | 7. Jan. 2014                          | James Widdoes | Handlung: Chuck Lorre & Susan McMartin Schauspiel: Don Reo, Jim Patterson & Steve Tompkins                                   |
| Alan führt ein Bewerbungsgespräch mit einem jungen Mann, den er als Assistenten für Walden einstellen will. Wie sich jedoch herausstellt, soll er sein Assistent werden, der ihm die ungeliebte Arbeit in seinem neuen Job als Assistent von Walden abnimmt. Da klingelt es an der Türe, Alan meint, sein nächster Kandidat sei zu früh, eine junge Frau steht vor der Türe und stellt sich als Jenny, die Tochter von Charlie, vor. Alan fällt fast ihn Ohnmacht. Er lässt sie eintreten, sie erzählt von ihrem bisherigen Leben, das wie bei ihrem Vater, von Alkohol geprägt ist. Alan erzählt ihr, dass sie eine Großmutter und einen Cousin hat. Später kommt Evelyn vorbei um ihre Enkelin kennen zu lernen. Dabei bekommt sie Streit mit Alan, wo Jenny zukünftig wohnen soll. Auch Walden ist nicht damit einverstanden, dass Alan sie einfach hier einquartieren will. Plötzlich stellen sie fest, dass Jenny weggegangen ist. Sie finden sie wenig später an der Bushaltestelle. Sie lief weg, weil sie schon von zu Hause weggegangen ist, da ständig gestritten wurde. Die Vier beschließen, etwas Trinken zu gehen und besuchen die Bar, auf deren Toilette Jenny gezeugt wurde. Da sie alle zu viel getrunken haben, fragt Jenny die Serviererin, ob sie jemanden wisse, der sie nach Hause fahren könne. Sie anerbietet sich selbst, da ihre Schicht zu Ende ist. Sie ist begeistert vom Strandhaus und der Aussicht, Jenny will ihr die Aussicht vom oberen Stockwerk zeigen, Walden will mitgehen, Jenny gibt ihm aber klar zu verstehen, dass sie sie für sich abgeschleppt hat. Walden muss deshalb im Gästezimmer schlafen, was ihm gar nicht passt. |           |                                     |                                          |                      |                                       |               | |
| 226 | 2         | Buddha lugt aus seinem Tempel       | I Think I Banged Lucille Ball            | 3. Okt. 2013         | 7. Jan. 2014                          | James Widdoes | Handlung: Chuck Lorre & Alissa Neubauer Schauspiel: Don Reo, Jim Patterson & Jeff Lowell                                     |
| Walden will sich nun doch einen Fitnessraum einrichten, was bedeutet, dass Jenny oder Alan ausziehen müssen. Alan fragt seine Mutter, ob Jenny bei ihr wohnen kann, sie willigt ein, obwohl ihr 91-jähriger Freund Marty bei ihr eingezogen ist. Lyndsey kommt überraschend zu Besuch, weil sie beim Sex mit ihrem neuen Freund Larry immer an Alan denken muss. Sie will deshalb wieder mit Alan ins Bett, aber ohne Gefühle. Das funktioniert bei Alan natürlich nicht, er will wieder mehr, aber Lyndsey will nicht. Er erzählt Lyndsey, dass Charlies Tochter aufgetaucht ist, und lädt sie zum Essen ein, damit sie Jenny kennenlernen kann. Sie weiß aber nicht, ob sie es einrichten kann. Als sie nicht kommt, will Alan sie abholen. Währenddessen feiern Walden, Jenny, Evelyn, Marty und Berta eine Party mit Alkohol und anderen Drogen. Walden findet im Rausch gefallen an Jenny und bietet ihr an, doch wieder bei ihm zu wohnen. Alan droht derweil Lyndsey, dass er alles Larry erzählt, wenn sie nicht macht was er will. Sie hat aber nackte Argumente dagegen. |           |                                     |                                          |                      |                                       |               | |
| 227 | 3         | Pech mit der Perle                  | This Unblessed Biscuit                   | 10. Okt. 2013        | 14. Jan. 2014                         | James Widdoes | Handlung: Chuck Lorre & Jim Patterson Schauspiel: Don Reo, Matt Ross & Matt Searle                                           |
| Alan ärgert Walden mit Details über die neuen Kaffeetassen, die er ihm für das Büro besorgen soll. Es geht soweit, dass Walden wütend aufsteht und in sein Schlafzimmer geht. Dort liegt Berta in seinem Bett, die sich eigentlich nur kurz hinlegen wollte, nun aber den Rücken verrenkt hat. Walden und Alan pflegen sie und kümmern sich um den Haushalt, als Walden auf die Idee kommt, dass es langsam an der Zeit ist, dass Berta in Rente geht. Sie versuchen es Berta schmackhaft zu machen, aber sie ist gekränkt und kündigt selbst. Schon bald haben die beiden eine neue Haushaltshilfe, aber schnell stellt sich heraus, dass sie ein Problem damit hat, dass Walden und Alan zusammen wohnen, denn sie ist sehr gläubig und meint, sie leben in Sünde. Auch bei der zweiten Frau haben sie nicht mehr Glück, Alan findet mehrere Waffen in ihrer Handtasche, als ihr Handy klingelt und er nur nachsehen will. Die dritte Frau schafft es nur bis zum Vorstellungsgespräch, weil sie schizophren ist und alles was Walden und Alan sie fragen, negativ auslegt. So bleibt ihnen nichts anderes übrig, als zu versuchen Berta zurückzuholen. Sie verlangt aber, dass Walden sich bei ihr entschuldigt. Nach einigem Zögern ist er bereit, es zu tun und verspricht Berta auch Unterstützung in ihrer Arbeit, darum muss Alan ihr nun helfen. |           |                                     |                                          |                      |                                       |               | |
| 228 | 4         | Strip Poker                         | Clank, Clank, Drunken Skank              | 17. Okt. 2013        | 21. Jan. 2014                         | James Widdoes | Handlung: Chuck Lorre & Susan McMartin Schauspiel: Jim Patterson, Don Reo & Steve Tompkins                                   |
| Alan hat ein heimliches Date mit Lyndsey in einem Hotel. Da begegnet ihnen ihre alte Bekannte Stephanie. Sie tun so, als ob sie nur noch befreundet wären, doch Lyndsey ist nicht wohl dabei, sie hat Angst, dass ihre Schäferstündchen auffliegen. Deshalb bittet sie Alan mit Stephanie auszugehen, um ihre Zweifel zu zerstreuen. Jenny bringt vier Freundinnen mit nach Hause, alle sind ziemlich high. Sie laden Walden ein, mit ihnen Strip-Poker zu spielen. Da sie viel Spaß zusammen hatten, fragt Jenny am nächsten Morgen Walden, ob er mit ihnen in den Ausgang gehen würde. Er sagt zu. Alan trifft sich mit Stephanie zum Essen, sie macht ziemlich anzügliche Bemerkungen und versucht ihn zu verführen, er bleibt standhaft, bis sie vor ihrer Haustüre stehen. Walden und die fünf Frauen kommen ziemlich aufgekratzt um drei Uhr morgens von ihrer Party nach Hause. Sie entschließen sich, noch im Meer schwimmen zu gehen. Am nächsten Morgen erwacht Walden neben Jenny in seinem Bett, beide sind nackt und wissen nicht mehr, was passiert ist. Da Walden eine Videokamera im Schlafzimmer hat, entschließen sie sich, den Film anzusehen und müssen feststellen, dass sie eine ziemliche Orgie gefeiert haben. Lyndsey möchte sich bei Alan mit Sex bedanken, dass er mit Stephanie ausgegangen ist. Er gesteht ihr, dass er sich geopfert und mit Stephanie geschlafen hat. Lyndsey läuft wütend davon. |           |                                     |                                          |                      |                                       |               | |
| 229 | 5         | Alan Harper, Frauenbeglücker        | Alan Harper, Pleasing Women Since 2003   | 24. Okt. 2013        | 28. Jan. 2014                         | James Widdoes | Handlung: Steve Tompkins, Alissa Neubauer & Don Reo Schauspiel: Jim Patterson, Jeff Lowell & Jim Vallely                     |
| Walden stört sich daran, dass Jenny nichts aus sich macht. Er schlägt ihr Schauspielunterricht bei einem Bekannten vor, aber Jenny lässt es nach einem Mal fallen, da sie es langweilig fand. Aber sie lernt dadurch eine Agentin kennen, die ihr ein Casting verschafft. Alan hat weiterhin ein Problem damit, dass Lyndsey nicht mehr mit ihm zusammen sein will. Durch einen Zufall kommt er an alte Kleider von Larry. Damit geht er in den Spinning-Kurs von Larry, weil er erfahren will, was Larry hat, dass Lyndsey ihn nicht verlassen will. Damit er nicht auffliegt nennt er sich „Jeff Starkmann“. Schon bald wird ihm klar, worum es sich handelt, was Larry so speziell macht. Larry findet ihn witzig und freundet sich mit „Jeff“ an. Am nächsten Abend lädt Larry „Jeff“ zu einem Spiel in die VIP-Lounge ein. Plötzlich taucht auch Lyndsey auf, weil Alan das Date mit ihr abgesagt hat, damit er sich mit Larry treffen kann. Lyndsey kann Larry unter einem Vorwand wegschicken, damit sie alleine mit Alan sprechen kann. Sie macht ihm klar, dass sie nicht einen zweiten Larry will, deshalb trifft sie sich nach wie vor mit ihm. |           |                                     |                                          |                      |                                       |               | |
| 230 | 6         | Wonder Woman                        | Justice in Star-Spangled Hot Pants       | 7. Nov. 2013         | 4. Feb. 2014                          | James Widdoes | Handlung: Don Reo, Susan McMartin & Jon Cryer Schauspiel: Jim Patterson, Tim Kelleher & Jeff Lowell                          |
| Jenny hat eine heiße und vor allem laute Nacht mit einer anderen Frau, Walden und Alan können deswegen nicht schlafen. Alan schlägt vor, dass sie am Wochenende zusammen Frauen aufreißen gehen könnten. Walden ist aber an eine Benefiz-Veranstaltung seiner Mutter eingeladen, Alan bettelt, damit er auch mitkann. Dort angekommen, entdeckt Alan Wonder Woman Linda Carter unter den Gästen, wie sich herausstellt kennt Walden sie persönlich. Alan ist seit seiner Jugend verliebt in sie und blamiert sich deswegen schon beim ersten Aufeinandertreffen. Trotzdem lässt er danach nicht locker und bittet Walden darum, dass sie sich wieder treffen könnten. Walden lehnt aber ab, weil sie ‚nicht seine Liga‘ sei. Jenny kann aber Walden davon überzeugen, dass jede Person selbst darüber entscheiden können sollte, mit wem sie sich treffen will. Also lädt Walden Robin und Linda zum Essen zu sich ein. Alan kann nicht aufhören und verursacht eine peinliche Situation nach der anderen. Walden rettet Linda und geht mit ihr auf die Terrasse. Sie will von ihm wissen, ob sie Angst vor Alan haben muss, er verneint aber. Walden will wissen, ob Alan eine Chance bei ihr hat, sie verneint ebenfalls. Da taucht Jenny auf, und flirtet unverhohlen mit Linda. Als sie wieder weg ist, gesteht Linda Walden, dass sie eigentlich nur Interesse an ihm hat und küsst ihn. In diesem Moment kommt Alan auf die Terrasse und erwischt die beiden. Er ist sehr enttäuscht von Walden, der eigentlich gar nichts dafür kann. Am nächsten Morgen will Alan sich bei Walden entschuldigen, er lehnt aber ab. Hinter ihrem Rücken schleichen Robin und Linda aus dem Haus, sie haben die Nacht mit Jenny verbracht. |           |                                     |                                          |                      |                                       |               | |
| 231 | 7         | Mein erstes Mal                     | Some Kind of Lesbian Zombie              | 14. Nov. 2013        | 11. Feb. 2014                         | James Widdoes | Handlung: Jim Patterson, Steve Tompkins & Jeff Lowell Schauspiel: Don Reo, Matt Ross & Max Searle                            |
| Als Walden, Alan und Jenny in der Bar etwas trinken, wollen sie von Jenny wissen, wie sie eigentlich gemerkt hat, dass sie lesbisch ist. Sie erzählt ihnen zunächst ein Märchen, bis sie mit der simplen Wahrheit rausrückt. Danach entdecken sie eine heiße Frau, alle drei werfen ein Auge auf sie. Während die Männer noch darüber diskutieren, wie sie landen könnten hat Jenny schon zugeschlagen und verschwindet mit ihr. Kurz darauf kommen sie mit Jill und Laurie ins Gespräch. Walden kann sich gut mit der intelligenten Jill unterhalten, während die dümmliche Laurie ein Fall für Alan ist. Am nächsten Abend treffen sie sich im Strandhaus wieder. Während Walden Jill die Sterne zeigt und danach Jeff Probst nackt beim Speck braten durch das Teleskop beobachtet, will Alan gerade mit Laurie ins Bett gehen. Da klingelt es an der Türe und Lyndsey steht draußen. Alan versucht sie abzuwimmeln ohne ihr die Wahrheit zu sagen, aber sie merkt schnell, dass er Besuch hat. Sie erklärt ihm, dass das kein Problem ist, da sie ja nicht mehr zusammen sind, und geht wieder. Es dauert aber nicht lange bis Alans Telefon klingelt und Lyndsey ziemlich betrunken nun doch etwas dagegen hat. Sie sagt zu ihm, dass ein Geschenk vor der Türe steht und als er öffnet steht sie draußen. Sie stürmt hinein und macht Alan eine Szene. Laurie sucht Alan und als Lyndsey sie sieht, verlangt sie von ihm, dass das Flittchen verschwindet. Auch Walden und Jill kommen nun dazu, aber aufgrund der Situation zieht Jill es vor mit Laurie zu gehen. Am nächsten Tag geht Alan zu Lyndsey und sagt ihr klar, dass es so nicht weitergehen kann und sie sich zwischen Larry und ihm entscheiden muss. Zu Alans Überraschung entscheidet sie sich für ihn. Später im Bett stellen sie fest, dass der Sex nicht so gut war wie vorher und beschließen, weiterhin getrennt zu bleiben. Walden will Jill besuchen, aber er kommt zu spät, da sie sich schon mit Jeff Probst eingelassen hat. |           |                                     |                                          |                      |                                       |               | |
| 232 | 8         | Der listige Larry                   | Mr. Walden, He Die. I Clean Room.        | 21. Nov. 2013        | 18. Feb. 2014                         | James Widdoes | Handlung: Chuck Lorre, Jim Patterson & Steve Tompkins Schauspiel: Don Reo, Susan McMartin & Saladin Patterson                |
| Larry will sich mit „Jeff“ treffen, weil er etwas Wichtiges mit ihm über Lyndsey besprechen muss. Alan hegt die schlimmsten Befürchtungen, geht aber trotzdem zum Treffen. Dort sagt ihm Larry, dass er einen Privatdetektiv engagiert hat und der hat Lyndsey mit einem Mann fotografiert. Alan gerät in Panik, weil er meint, er fliege jetzt auf. Aber als Larry ihm das Foto zeigt, ist er beruhigt: es zeigt Lyndsey mit Walden. Alan informiert sofort Walden darüber, der es gar nicht lustig findet. Als er am Abend draußen unterwegs ist, hält ein Wagen neben ihm. Drinnen sitzt Rose, die ihn in Sicherheit bringen will. Sie verfrachtet ihn in ein schäbiges Motel, wo ihn sicher niemand suchen wird. „Jeff“ versucht derweil Larry davon abzuhalten, Walden etwas anzutun, denn der hat herausgefunden wer er ist und wo er wohnt. Er versucht Lyndsey zu erreichen, um ihr zu sagen, dass nun eine Lösung her muss, aber es geht nur ihr Telefonbeantworter ran. Zwischenzeitlich ist Rose zu Walden zurückgekehrt und sie bereut ehrlich, was sie ihm schon alles angetan hat. Dabei kommen sie sich näher. Larry trifft mit „Jeff“ bei Walden ein, Lyndsey öffnet die Türe und Larry fühlt sich in seinem Verdacht bestätigt. Sie kann aber die Situation retten, indem sie ihm erklärt, dass sie für seinen Geburtstag eine Überraschung geplant hat und Walden sein Haus zur Verfügung gestellt hat. Die Überraschung ist, dass er einen Dreier mit Jenny geschenkt bekommt. Alan versteht die Welt nicht mehr. Rose bekommt einen Anruf von Larry, dass sie Walden nicht mehr überwachen muss. Danach geht sie. Walden muss sich vor dem aufdringlichen Motel Manager retten und flüchtet ins Gebüsch. |           |                                     |                                          |                      |                                       |               | |
| 233 | 9         | Hals- und Beinbruch                 | Numero Uno Accidente Lawyer              | 5. Dez. 2013         | 25. Feb. 2014                         | James Widdoes | Handlung: Don Reo, Tim Kelleher & Nathan Chetty Schauspiel: Jim Patterson, Saladin Patterson & Jim Valley                    |
| Nadine ist zu Besuch bei Walden, er hat sie auf einer Computer-Veranstaltung kennengelernt. Sie arbeitet bei Google als Model für Präsentationen. Nicht nur deshalb findet Walden keinen Draht zu ihr, sie ist auch nicht wirklich gescheit. Eigentlich will er sie loswerden, als sie von der Terrasse stürzt und sich das Bein bricht. Weil sie im 4. Stock ohne Lift wohnt, bietet ihr Walden danach an, bei ihm zu wohnen. Er will ihr eigentlich nur helfen, sie will aber mehr. Doch ihre Ungeschicktheit führt dazu, dass sie sich auch noch die Nase und den Arm bricht. Als Walden ihr nochmals klarmacht, dass er kein Interesse an ihr hat, stürmt sie aus dem Haus und wird von einem Bus angefahren. Jenny schleppt Alan in eine Schwulenbar. Er weiß nicht, was er dort soll, doch Jenny macht ihm klar, dass es dort auch Heterosexuelle hat. Spätestens gegen Mitternacht wird man sie erkennen, wenn alle anderen schon vergeben sind. Prompt lernt er Paula kennen und landet schnell im Bett mit ihr. Danach gesteht sie ihm, dass sie ursprünglich ein Mann war und Paul hieß. Alan ist zuerst geschockt, findet aber bald Gefallen daran, auch weil Paula immer noch gewisse männliche Tugenden hat, sie bezahlt im Kino, hält die Türe auf und gibt ihm ihre Jacke, als ihm kalt ist. Als dann noch ein Besucher im Kino telefoniert und Alan ihn anständig darauf aufmerksam macht, dass er aufhören soll, der aber ausfällig wird, streckt sie ihn mit einem Faustschlag nieder. |           |                                     |                                          |                      |                                       |               | |
| 234 | 10        | Feuchtfröhliche Weihnacht           | On Vodka, on Soda, on Blender, on Mixer! | 12. Dez. 2013        | 4. März 2014                          | James Widdoes | Handlung: Don Reo, Jim Patterson & Jeff Lowell Schauspiel: Saladin K. Patterson, Matt Ross & Max Searle                      |
| Es ist Weihnachten und Jake will Alan und Walden eine Freude mit einem Paket machen. Er hat Sushi selbst gemacht und aus Japan verschickt, was natürlich nicht gut gekommen ist. Jenny hatte über Nacht Besuch von Brooke, die ihr sehr gut gefällt. Aber Brooke macht mit ihr, was sie sonst mit ihren Liebschaften macht: keine zweiten Dates. Jenny ist darüber sehr enttäuscht. Weil sie Walden leid tut, geht er zu Brooke in ihren Salon, um mit ihr zu sprechen. Dafür muss er sich aber komplett wachsen lassen. Brooke ist dafür damit einverstanden, dass sie sich nochmals mit Jenny trifft. Jenny hat Angst vor dem Treffen und betrinkt sich, anstatt zu gehen. Kurze Zeit später klingelt es bei Walden an der Türe und Brooke – ebenfalls betrunken – steht vor der Türe. Alan ist bei Paula, als sie Besuch von der Ex-Frau von „Paul“ bekommen. Rachel beklagt sich über Rückenschmerzen und Paula offeriert ihr, dass Alan sie ja mal behandeln könnte. Also geht er zu Paula, wo sie ihm sogleich Avancen macht. Alan wäre nicht abgeneigt, will aber zuerst von Paula wissen, ob es ihr wirklich nichts ausmacht, wenn sie eine offene Beziehung haben. So trifft er sich danach mit Rachel in einer Bar, wo auch Paula verkehrt. Bald stellt sich heraus, dass Rachel Paula nur eifersüchtig machen wollte, weil sie immer noch Gefühle für sie hat, obwohl sie nun eine Frau ist. |           |                                     |                                          |                      |                                       |               | |
| 235 | 11        | Ein Eissandwich im Ofen             | Tazed in the Lady Nuts                   | 2. Jan. 2014         | 11. März 2014                         | James Widdoes | Handlung: Tim Kelleher, Jeff Lowell & Jim Vallely Schauspiel: Don Reo, Jim Patterson & Steve Tompkins                        |
| Walden wird im Coffee-Shop von einer Frau namens Nicole angesprochen, die früher in seiner Firma gearbeitet hat. Sie hat eine Millionen-Dollar-Idee und braucht die Hilfe von ihm für die Umsetzung. Walden studiert das Projekt und findet es gut. Als er sich mit Nicole trifft um die Formalitäten zu besprechen, werden sie sich nicht einig, da er die Mehrheit daran besitzen will. Auf sanften Druck von Nicole sagt er dann doch zu, zu ihren Bedingungen für ihn zu arbeiten. Bei der Arbeit schlägt Walden eine Änderung am Code vor, Nicole und Barry finden die Vorgehensweise aber veraltet. Als die drei zusammen einen Joint rauchen beginnt es zwischen Nicole und Walden zu funken. Sie schließt aber eine Beziehung mit Mitarbeitern strikt aus. Später stellt sie fest, dass Walden den Code trotzdem geändert hat und entlässt ihn deswegen. Somit hat Walden keinen Grund mehr, sie nicht zu küssen. Brooke und Jenny schweben im siebten Himmel, trotzdem haben sie ein Problem, weil sie sich dem anderen gegenüber nicht öffnen können. Alan gibt Jenny auf einer Wanderung im Valley ein paar Tipps, wie es funktionieren sollte. Nach der Wanderung sind Alans Eier geschwollen, Walden stellt fest, dass ihn eine Zecke gebissen hat. Alan versucht sich selbst zu helfen, aber die Schwellung wird größer. Da bittet er Brooke und Jenny um Hilfe, die herausfinden, dass er der Zecke den Kopf abgerissen hat. |           |                                     |                                          |                      |                                       |               | |
| 236 | 12        | Baseball. Busen. Busen. Baseball.   | Baseball. Boobs. Boobs. Baseball.        | 9. Jan. 2014         | 18. März 2014                         | James Widdoes | Handlung: Don Reo, Susan McMartin & Leslie Schapira Schauspiel: Jim Patterson, Matt Ross & Max Searle                        |
| Da niemand mitkommen will geht Alan alleine ins Kino. Dort trifft er zufällig auf Larry und Lyndsey. Er lügt ihnen vor, er sei nicht alleine da. Larry schlägt vor, dass sie mal zusammen essen gehen könnten, seine Arbeitskollegin Gwen ist auch Single und wäre was für „Jeff“. Später besucht Lyndsey Alan und will ihm die Sache mit dem Essen ausreden. Alan findet aber, sie sei ja nur eifersüchtig, weil er auch einmal Spaß haben könnte. So gehen sie zu viert essen, als Gwen eine Einladung zu einer Party bekommt. Lyndsey will zuerst nicht mitgehen, lässt sich dann aber doch umstimmen. Wie sich herausstellt ist es eine Swingerparty. Larry schlägt vor, dass er mit Gwen verschwindet und gibt „Jeff“ die Erlaubnis, mit Lyndsey zu schlafen. Lyndsey sagt, sie wollte schon immer mal mit Jeff, aber sie meint nicht „Jeff Starkman“, sondern Jeff Probst. Für Alan bleibt dann nur die Gastgeberin übrig, die die Großmutter von Jeff ist. Walden versucht es nochmals bei Nicole, aber sie zeigt ihm die kalte Schulter, weil sie keine Zeit hat. Erst beim zweiten Anlauf können sie sich darauf einigen, dass etwas daraus werden könnte, wenn Walden ihr bei der Entwicklung weiterhilft. Nach einigen Missverständnissen erreichen sie doch noch ihr Ziel, dass die Gedankenerkennung funktioniert und sie doch noch zusammenkommen. |           |                                     |                                          |                      |                                       |               | |
| 237 | 13        | Tot, tot, Koma, Florida             | Bite Me, Supreme Court                   | 30. Jan. 2014        | 2. Sep. 2014                          | James Widdoes | Handlung: Tim Kelleher, Jeff Lowell & Jim Vallely Schauspiel: Don Reo, Jim Patterson & Steve Tompkins                        |
| Evelyn und Marty sind zu Besuch bei Walden. Marty plant eine Überraschung, er will Evelyn einen Heiratsantrag machen und muss sie deswegen weglocken. Nachdem sie ja gesagt hat, bittet er Walden darum, sein Trauzeuge zu sein und Evelyn fragt Jenny, Alan fühlt sich natürlich übergangen, zudem sind er und Walden in den Augen von Marty sowieso ein Paar. Walden will eine Junggesellenparty für Marty organisieren, aber es gar nicht so einfach Freunde von ihm einzuladen, die meisten sind schon verstorben. Trotzdem schafft er es noch, etwas auf die Beine zu stellen. Alan hat für Marty als Überraschung zwei Stripperinnen organisiert, die ihn verwöhnen sollen. Marty ist so angetan von ihnen, dass er die Hochzeit mit Evelyn absagt. Alan und Walden müssen dies nun Evelyn beibringen, sie reagiert überraschend gefasst. So versuchen Alan und Walden mit Marty zu sprechen, ob er seinen Entscheid nicht nochmals überdenken will. Aber er hat den Glauben an die Liebe nach sechs gescheiterten Ehen verloren. Walden kann ihn aber umstimmen, indem er Alan einen Heiratsantrag macht. Nach der Hochzeit hat Marty eine Überraschung für Walden und Alan vorbereitet, er hat ihre Hochzeit arrangiert. |           |                                     |                                          |                      |                                       |               | |
| 238 | 14        | Ein ganzer Kerl                     | Three Fingers of Crème de Menthe         | 6. Feb. 2014         | 2. Sep. 2014                          | James Widdoes | Handlung: Don Reo, Jim Patterson & Maria Espada Pearce Schauspiel: Steve Tompkins, Saladin K. Patterson & Susan McMartin     |
| „Jeff“ trifft sich mit Larry in der Bar, als dieser ihm erzählt, dass Lyndsey vor zwei Wochen mit ihm Schluss gemacht hat. Da sie Alan nichts darüber gesagt hat, stellt er sie zur Rede. Sie erklärt ihm, dass sie nichts gesagt hat, weil sie wusste, dass er dann gleich wissen will, wie es mit ihnen weiter geht. Aber sie will nun Klarheit über ihre Zukunft und hat deshalb auch mit Larry Schluss gemacht, weil er nicht wusste, was er wollte. Da es Alan auch nicht weiß, schickt sie ihn weg. Er trifft sich daraufhin wieder mit Larry und erzählt ihm, dass auch seine Freundin mit im Schluss gemacht hat. Larry meint, man müsste nun Nägel mit Köpfen machen. So kommt es, dass Alan Lyndsey einen Antrag machen will, aber als er bei ihr auftaucht ist Larry bereits da und hat dasselbe gemacht. Walden hat einen Platten an seinem Wagen und hat keine Ahnung was er nun machen soll. Brooke und Jenny finden, er sei kein richtiger Mann und Brooke zeigt ihm wie man es macht. Walden ist dadurch natürlich in seinem Stolz gekränkt und will den Frauen zeigen, was in ihm steckt. Sein neuer Aufzug erinnert sie an Bob den Baumeister, aber das Talent fehlt ihm dennoch. Er baut zwar die ganze Terrassenbrüstung neu, aber sie hält nicht lange. |           |                                     |                                          |                      |                                       |               | |
| 239 | 15        | Der Resteverwerter der Liebe        | Cab Fare and a Bottle of Penicillin      | 27. Feb. 2014        | 9. Sep. 2014                          | James Widdoes | Handlung: Jim Patterson, Tim Kelleher & Jim Vallely Schauspiel: Don Reo, Matt Ross & Max Searle                              |
| Alan ist immer noch enttäuscht darüber, dass sich Lyndsey mit Larry verlobt hat. Aber Walden ermuntert ihn, nicht aufzugeben. Also geht er nochmals bei ihr vorbei, um ihr einen Antrag zu machen. Sie ist zwar vom Ring begeistert, den Alan von Walden hat, aber sie hat sich für Larry entschieden. Ziemlich traurig geht er wieder und besucht spontan seine Ex-Frau Judith. Irgendwie merken sie, dass da noch Gefühle füreinander vorhanden sind. Am nächsten Morgen wacht Alan im Bett neben ihr auf, sie trägt den Verlobungsring am Finger. Er kann sich aber nur noch bruchstückhaft daran erinnern, was in der Nacht passiert ist. Walden warnt ihn davor, dass Judith ihn wieder schlecht behandeln wird, aber Alan will nicht auf ihn hören. Als Walden bei Judith und Alan zum Essen eingeladen ist, bevormundet sie Alan dauernd. Walden kommt ihm zu Hilfe, indem er erwähnt, dass sie nur die zweite Wahl war, weil Alan bei Lyndsey abgeblitzt ist. Sofort will sie nichts mehr von ihm wissen. Jenny hat ein Problem, sie hat das Gefühl, dass Brooke sich von ihr trennen will. Sie verhält sich nicht so, wie Jenny es erwartet. Walden rät ihr, Brooke Blumen zu schicken oder sie mit etwas anderem zu überraschen. Jenny entschließt sich, in Brookes Wohnung zu gehen und auf sie zu warten. Sie liegt mit einer Sado-Bekleidung im Bett, als Brooke in Begleitung ihrer Eltern nach Hause kommt. |           |                                     |                                          |                      |                                       |               | |
| 240 | 16        | Wie man Alan Harper los wird        | How to Get Rid of Alan Harper            | 6. März 2014         | 16. Sep. 2014                         | James Widdoes | Handlung: Saladin K. Patterson, Jim Vallely & Leslie Schapira Schauspiel: Don Reo, Jim Patterson & Jeff Lowell               |
| Larry fragt „Jeff“, ob er sein Trauzeuge sein will, Lyndsey findet dies keine gute Idee. Sie verlangt von Alan, dass er „Jeff“ verschwinden lässt. Aber Alan denkt gar nicht daran. Als er wieder bei ihnen zu Besuch ist, lernt er Larrys Schwester Gretchen kennen und merkt schnell, dass er ihn ihr eine Seelenverwandte gefunden hat. Walden hätte eigentlich eine Verabredung mit Nicole, sie lässt ihn aber sitzen. Barry weiß aber, wo sie ist und so spionieren sie ihr nach. Sie trifft sich mit einem Mann in einem Restaurant und Walden meint, sie betrügt ihn. Als er sie am nächsten Tag zur Rede stellen will, eröffnet sie ihm, dass der Mann von Google war und ihr ein Angebot gemacht hat, welches sie angenommen hat. Walden sagt Barry, er müsse keine Rücksicht nehmen und könne mit Nicole nach San Francisco gehen. Er entschließt sich aber, bei Walden zu bleiben und will bei ihm einziehen. |           |                                     |                                          |                      |                                       |               | |
| 241 | 17        | Willkommen zuhause, Jake            | Welcome Home, Jake                       | 13. März 2014        | 23. Sep. 2014                         | James Widdoes | Handlung: Don Reo, Jim Patterson & Saladin K. Patterson Schauspiel: Tim Kelleher, Matt Ross & Max Searle                     |
| Barry fühlt sich bei Walden bereits wie zu Hause. Er bekocht alle, hängt mit ihnen ab und macht sonst nichts. Walden stört sich sehr daran, da er eigentlich mit ihm zusammen etwas Neues entwickeln wollte. Also schlägt er ihm vor, bei der Suche nach einem Apartment behilflich zu sein. Als Barry am sechsten Ort wieder etwas auszusetzen hat, sagt Walden ihm klipp und klar, dass er nicht mehr bei ihm wohnen kann, aber immer zu Besuch kommen darf. Walden geht alleine nach Hause, aber als er dort eintrifft ist Barry schon wieder da und macht ein Spiel mit Jenny und Brooke. Als sie Walden später suchen ist er nicht mehr da, er hat sich in das neue Apartment von Barry verkrochen um alleine zu sein. Walden findet es nicht gut, dass „Jeff“ sich immer noch mit Gretchen trifft aber Alan stört dies nicht. Die beiden vergnügen sich im Haus von Larry, der mit Lyndsey verreist ist. Aber sie kehren früher zurück und erwischen „Jeff“ und Gretchen bei Sexspielen. Larry findet es toll, dass Jeff sich mit seiner Schwester vergnügt, während es Lyndsey stört. Als sie später mit Alan alleine ist findet er heraus woran es liegt, sie ist eifersüchtig. |           |                                     |                                          |                      |                                       |               | |
| 242 | 18        | West Side Story                     | West Side Story                          | 3. Apr. 2014         | 30. Sep. 2014                         | James Widdoes | Handlung: Don Reo, Jim Patterson & Susan McMartin Schauspiel: Jeff Lowell, Matt Ross & Max Searle                            |
| Walden erhält eine Mail von Kate, dass sie in der Stadt sein wird. Natürlich will er sich mit ihr treffen, weiß aber nicht, wie er sich verhalten soll. Also nimmt er Jenny und Barry mit an die Präsentation. Er getraut sich dann sogar, Kate zu fragen, ob sie mit ihm Essen geht, alles aber nur als gute Freunde. Er lädt sie ins gleiche Lokal ein wie damals, als sie sich kennen lernten. Dabei merken beide, dass da mehr ist, als nur Freundschaft und beeilen sich, nach Hause zu gehen. Doch bevor es zu etwas kommt, muss sich Kate übergeben, weil das Essen schlecht war. Später klagt auch Walden über die gleichen Probleme. So kommt es, dass sie sich die ganze Zeit nicht miteinander vergnügen können. Doch als Kate wieder nach China abreisen sollte, kehrt sie wieder um. „Jeff“ ist bei Gretchen, Larry und Lyndsey zu einem Spieleabend eingeladen. Lyndsey merkt wie gut die beiden zusammen harmonieren, während sie und Larry sehr wenig verbindet. Als sie alleine in der Küche sind, versucht sie „Jeff“ zu verführen, aber Larry kommt unvermittelt herein. Als „Jeff“ gehen will, wird er zusammen mit Gretchen von Lyndsey ziemlich unfreundlich hinauskomplementiert. Da schlägt Gretchen vor, sie könnten sich ja das nächste Mal bei ihm treffen. Nun hat er ein Problem und Walden ist nicht bereit, bei seiner Scharade mitzuspielen. Barry schlägt vor, dass er sein Apartment haben kann, wenn er Alans Bett bekommt. Selbstverständlich ist Alan einverstanden. In der Nacht bekommt Barry Besuch von Lyndsey, die eigentlich zu Alan ins Bett wollte. |           |                                     |                                          |                      |                                       |               | |
| 243 | 19        | Darf ich aus ihrem Schlauch trinken | Lan Mao Shi Zai Wuding Shang             | 10. Apr. 2014        | 7. Okt. 2014                          | James Widdoes | Handlung: Jeff Lowell, Matt Ross & Max Searle Schauspiel: Don Reo, Jim Patterson & Steve Tompkins                            |
| Leider kann Kate nicht so lange bei Walden bleiben, wie sie plante, da sie dringend nach China muss. Sie verspricht ihm aber, dass sie danach länger bleiben kann. Walden träumt schon von einer Zukunft mit ihr und will sich mit ihr verloben, wenn sie zurückkehrt. Er spricht mit Charlies Urne darüber, als eine fremde Frau an die Terrassentüre klopft. Walden erschrickt so, dass wieder mal die Asche von Charlie verstreut wird. Die Frau stellt sich ihm als Vivian vor, die auf Durchreise ist und nur Wasser von ihm will. Da das Wetter schlecht ist, lädt Walden sie ein, solange zu bleiben. Dabei verliebt er sich gleich unsterblich in sie. Doch sie will weiterziehen. Als Kate zurückkommt, merkt sie, dass mit Walden etwas nicht stimmt. Er erzählt ihr von Vivian und dass er momentan nicht weiß, wie es weitergehen soll. Kate verlässt ihn und Walden sucht Vivien im Wald, wo sie campiert. Aber sie kann seine Avancen nicht erwidern, weil sie niemals die gleichen Interessen haben werden, wie sie ihm erklärt. „Jeff“ ist mit Gretchen in Barrys Wohnung und fragt sie, ob sie nicht bei ihm einziehen will, was sie bejaht. Als er auf die Toilette muss, fragt sie ihn, ob er noch Geld habe, falls der Pizzakurier käme. Alan merkt zu spät, dass dadurch sein Tarnung auffliegt, weil Gretchen bereits seinen Ausweis in der Brieftasche gesehen hat. Er erklärt ihr, wieso er es gemacht hat, dass er sie aber wirklich liebt. Gretchen will aber nichts mehr von ihm wissen. Kurze Zeit später kehrt sie wieder zurück, weil sie Alan kennen lernen will. |           |                                     |                                          |                      |                                       |               | |
| 244 | 20        | Therapie am Ozean                   | Lotta Delis in Little Armenia            | 24. Apr. 2014        | 14. Okt. 2014                         | James Widdoes | Handlung: Don Reo, Steve Tompkins & Saladin K. Patterson Schauspiel: Jim Patterson, Tim Kelleher & Jim Vallely               |
| Walden besucht Dr. Freeman, weil er wissen will, was mit ihm nicht stimmt, dass er sich immer sofort in eine Frau verliebt, die er kennenlernt. Sie verschreibt ihm unverbindlichen Sex. Alan hat eine neue Geschäftsidee, er praktiziert nun zu Hause unter dem Namen ‚Therapie am Ozean‘. Als eine Patientin auf einen Termin kommt, ist er aber verspätet, weil er im Stau steckt. Er bittet Walden, sich solange um die Frau zu kümmern. Sie beginnt mit Walden zu flirten und macht eindeutige Anspielungen. So kommt es, dass sie im Bett landen. Als Walden danach mit ihr über Gefühle sprechen will, hat sie keine Zeit, weil sie ihre Kinder abholen muss. Kurz darauf steht eine andere Frau vor der Türe, die auf Empfehlung ihrer Kollegin zu Walden möchte. Sie bietet Alan Geld für die ‚Behandlung‘. Er trickst Walden aus, indem er sagt, er müsse kurz weg und er sich um die Frau kümmern soll. So kommt das Geschäft richtig ins Rollen, Alan kassiert ab ohne dass Walden etwas davon weiß und er hat seinen unverbindlichen Sex. Bis eine Frau ihm zusätzliches Geld für die erbrachte Leistung geben will und er merkt, dass Alan als sein ‚Zuhälter‘ fungiert. So ist das Geschäft natürlich geplatzt. Aber es klingelt nochmals eine Frau an der Türe und will nun Sex mit Alan. Als er bestätigt, dass er Geld dafür nimmt, verhaftet sie ihn. Sie ist aber keine Polizistin, sondern die Schauspiellehrerin von Jenny, die Walden geholfen hat, Alan einen Denkzettel zu verpassen. |           |                                     |                                          |                      |                                       |               | |
| 245 | 21        | Wer ist Alan Harper?                | Dial 1-900-Mix-A-Lot                     | 1. Mai 2014          | 21. Okt. 2014                         | James Widdoes | Handlung: Jim Patterson, Matt Ross & Max Searle Schauspiel: Don Reo, Steve Tompkins & Susan McMartin                         |
| Walden hat über einen Dienst seinen alten Wagen suchen lassen und bekommt nun Bescheid, dass der neue Besitzer in Denver wohnt. Für ihn wäre die Sache eigentlich erledigt, aber Jenny und Barry überreden ihn, dass sie zusammen nach Denver fliegen um den Wagen anzusehen. Er ist in einem ziemlich verwahrlosten Zustand, aber die Erinnerungen die Walden damit verbindet, sind doch noch präsent. So lässt er sich ein weiteres Mal überreden und kauft ihn zurück. Auf dem Weg nach Hause entschließt er sich, den Wagen Jenny zu schenken, die wie eine Tochter für ihn geworden ist. Alan zeigt Gretchen wo er wirklich wohnt, dabei lernt sie auch Walden, Jenny und Barry kennen. Alan verspricht ihr zudem, dass er Larry nun reinen Wein einschenken wird und ihm sagt, wer er wirklich ist. Als sie sich mit Lyndsey und Larry zum Karaoke-Abend treffen, drückt sich Alan aber davor, zudem will Lyndsey nach wie vor nicht, dass Larry die Wahrheit erfährt, weil sie Angst hat, dass er sie dann verlässt. Auch Gretchen beginnt an der Aufrichtigkeit von Alan zu zweifeln, weil sie das Gefühl hat, er sei immer noch in Lyndsey verliebt. Das ist dann Grund genug für sie, mit ihm Schluss zu machen. Damit will sich Alan nun doch nicht abfinden und besucht sie zu Hause, wo er ihr vor Larry und Lyndsey einen Heiratsantrag macht, dabei erfährt Larry auch seinen richtigen Namen. |           |                                     |                                          |                      |                                       |               | |
| 246 | 22        | Mit Waldi in die Zukunft            | Oh, WALD-E, Good Times Ahead             | 8. Mai 2014          | 28. Okt. 2014                         | James Widdoes | Handlung: Don Reo, Jim Patterson, Tim Kelleher & Jim Vallely Schauspiel: Steve Tompkins, Jeff Lowell, Matt Ross & Max Searle |
| Nachdem Larry nun die Wahrheit über Alan erfahren hat, ist er von Lyndsey enttäuscht und lässt die Hochzeit platzen. Kurze Zeit später will er sich aber trotzdem wieder mit Alan treffen, doch der hat Angst, dass Larry ihm etwas antun könnte, und nimmt Walden mit. Doch Larry will sich mit Alan versöhnen, weil er ja schließlich seine Schwester heiratet. Da er für seine Hochzeit bereits alles arrangiert hatte, können Alan und Gretchen sämtliche Sachen übernehmen, was ihnen natürlich gelegen kommt. Auch Evelyn zeigt sich großzügig und verspricht, ihnen beim Kauf eines eigenen Hauses zu helfen. Walden besucht derweil Lyndsey, um nachzufragen, wie es ihr geht. Sie sagt, gut, was aber nicht stimmt. Als der Hochzeitstag gekommen ist, verplappert sich Walden bei Larry, weil er meinte, der wisse schon, dass die Beziehung zwischen Alan und Lyndsey noch andauerte, als sie schon mit ihm zusammen war. Darauf will Larry Alan nun wirklich umbringen, aber Walden verhindert es, indem er ihn von der Terrasse stößt. Als die Hochzeit dann im Gange ist, taucht plötzlich Lyndsey sturzbetrunken im gleichen Brautkleid wie Gretchen auf und will ihre Hochzeit zurück. Sie kann sich aber nicht auf den Beinen halten und stürzt in die Hochzeitstorte. Da taucht plötzlich auch noch Gretchens Exmann auf und entschuldigt sich bei ihr. Sie will ihm noch eine Chance geben und so bleiben zum Schluss Walden und Alan alleine zurück. |           |                                     |                                          |                      |                                       |               | |

## DVD-Veröffentlichung
In den Vereinigten Staaten wurde die DVD zur elften Staffel am 14. Oktober 2014 veröffentlicht. In Deutschland ist die DVD zur elften Staffel seit dem 11. Dezember 2014 erhältlich.